# Hranice, České Budějovice
Hranice là một làng thuộc huyện České Budějovice, vùng Jihočeský, Cộng hòa Séc.